# Smilax mollis
Smilax mollis är en enhjärtbladig växtart som beskrevs av Alexander von Humboldt, Aimé Bonpland och Carl Ludwig von Willdenow. Smilax mollis ingår i släktet Smilax och familjen Smilacaceae. Inga underarter finns listade.